# إدارة لا باز
إدارة لا باز (بالإنجليزية: La Paz Department)‏ هي إدارة في بوليفيا، عاصمتها لاباز، وأكبر مدنها هي إل التو .

## جغرافيا
تقع الإداة في شمال غرب بوليفيا تبلغ مساحتها 133٬985٫0 كيلومتر مربع.

## الموقع
تشترك في الحدود مع:
- إدارة باندو
- إدارة أورورو
- محافظة بني
- إدارة كوتشابامبا

## التقسيمات الإدارية
- Abel Iturralde Province [الإنجليزية]‏
- Aroma Province [الإنجليزية]‏
- Bautista Saavedra Province [الإنجليزية]‏
- Caranavi Province [الإنجليزية]‏
- Eliodoro Camacho Province [الإنجليزية]‏
- Franz Tamayo Province [الإنجليزية]‏
- Gualberto Villarroel Province [الإنجليزية]‏
- Ingavi Province [الإنجليزية]‏
- Inquisivi Province [الإنجليزية]‏
- José Manuel Pando Province [الإنجليزية]‏
- Larecaja Province [الإنجليزية]‏
- Loayza Province [الإنجليزية]‏
- Los Andes Province (Bolivia) [الإنجليزية]‏
- Manco Kapac Province [الإنجليزية]‏
- Muñecas Province [الإنجليزية]‏
- Nor Yungas Province [الإنجليزية]‏
- Omasuyos Province [الإنجليزية]‏
- Pacajes Province [الإنجليزية]‏
- Pedro Domingo Murillo Province [الإنجليزية]‏
- Sud Yungas Province [الإنجليزية]‏.